# Anton Krivotsyuk
Anton Viktor oğlu Krivotsyuk (ukr. Антон Вікторович Кривоцюк, Anton Wiktorowycz Krywociuk; ur. 20 sierpnia 1998 w Kijowie) – azerski piłkarz ukraińskiego pochodzenia występujący na pozycji obrońcy w klubie Daejeon Hana Citizen oraz w reprezentacji Azerbejdżanu.

## Kariera klubowa
Grę w piłkę nożną rozpoczął w szkółce klubu Zirka Kijów, występując początkowo na pozycji napastnika. W latach 2012–2014 trenował w akademii Illicziwecia Mariupol, skąd powrócił do Zirki Kijów. W okresie tym był on stopniowo przesuwany na pozycję obrońcy. W 2015 roku był zawodnikiem zespołu Czajka-2 Petropawliwśka Borszczahiwka, z którym grał w amatorskich mistrzostwach rejonu kijowsko-swiatoszyńskiego.
W listopadzie 2015 roku Krivotsyuk przeszedł do azerskiego klubu Neftçi PFK i został umieszczony w zespole U-19. 25 sierpnia 2017 zadebiutował w Premyer Lidze w spotkaniu z Kəpəz PFK (0:0) i stał się od tego momentu podstawowym środkowym obrońcą. W lipcu 2018 roku zaliczył pierwszy występ w europejskich pucharach w dwumeczu z Újpest FC (3:1, 0:4) w kwalifikacjach Ligi Europy 2018/19. 16 września 2018 zdobył pierwszą bramkę w azerskiej lidze w spotkaniu przeciwko Keşlə FK, wygranym 2:0. W sezonie 2020/21 wywalczył z Neftçi PFK mistrzostwo Azerbejdżanu.
W czerwcu 2021 roku opuścił klub po tym, jak nie porozumiał się z jego władzami w sprawie nowego kontraktu.
W czerwcu 2021 roku jako wolny agent Krivotsyuk podpisał dwuletnią umowę z Wisłą Płock, prowadzoną przez Macieja Bartoszka. 24 lipca 2021 zadebiutował w Ekstraklasie w przegranym 0:1 wyjazdowym spotkaniu z Legią Warszawa. 14 sierpnia tego samego roku zdobył pierwszego gola w polskiej lidze w meczu z Piastem Gliwice (3:4). Łącznie zaliczył w barwach Wisły Płock 25 ligowych występów, w których strzelił 3 bramki.
21 lutego 2023 Krivotsyuk został zawodnikiem południowokoreańskiego klubu Daejeon Hana Citizen, trenowanego przez Lee Min-sunga. 26 lutego zadebiutował w K League 1 w wygranym 2:0 meczu z Gangwon FC. Po spotkaniu organizator rozgrywek umieścił go w jedenastce kolejki. W lipcu 2023 roku wystąpił w meczu pokazowym Team K League z Atlético Madryt (3:2), w którym zdobył gola.

## Kariera reprezentacyjna
W grudniu 2014 roku, mimo iż posiadał jedynie obywatelstwo Ukrainy, otrzymał od AFFA zaproszenie na konsultację kadry Azerbejdżanu U-17. Wkrótce po tym przyznano mu azerski paszport. W lutym 2015 roku został powołany przez selekcjonera Roberta Prosinečkiego do seniorskiej reprezentacji Azerbejdżanu na mecz sparingowy przeciwko Szachtarowi Donieck (1:2).
18 lutego 2015 oficjalnie zadebiutował w kadrze U-17 w towarzyskim meczu z Rosją, przegranym 1:2. Miesiąc później zaliczył 3 kolejne spotkania w eliminacjach Mistrzostw Europy 2015. W październiku 2016 roku zanotował 3 występy w reprezentacji U-19 podczas turnieju kwalifikacyjnego do Mistrzostw Europy 2017. W latach 2017–2019 grał w kadrze Azerbejdżanu U-21, gdzie w 11 spotkaniach zdobył 1 gola.
25 marca 2019 Krivotsyuk zadebiutował w seniorskiej reprezentacji Azerbejdżanu w towarzyskim meczu przeciwko Litwie w Baku (0:0). 17 czerwca 2023 zdobył pierwszą bramkę w drużynie narodowej w spotkaniu z Estonią w eliminacjach Mistrzostw Europy 2024 (1:1).

### Bramki w reprezentacji
| Lp. | Data            | Miejsce               | Przeciwnik | Bramka | Rezultat | Ranga meczu                       |
| --- | --------------- | --------------------- | ---------- | ------ | -------- | --------------------------------- |
| 1.  | 17 czerwca 2023 | Dalğa Arena, Mərdəkan | Estonia    | 1:1    | 1:1      | Eliminacje Mistrzostw Europy 2024 |

## Życie prywatne
Pochodzi ze wsi Petropawliwśka Borszczahiwka w obwodzie kijowskim. Jego oboje rodzice są Ukraińcami. W wieku 17 lat przyjął obywatelstwo azerskie, zachowując jednocześnie paszport ukraiński.

## Statystyki kariery

### Klubowe
Aktualne na dzień 15 lipca 2025
| Klub                   | Sezon             | Liga              | Liga  | Liga | Puchar kraju | Puchar kraju | Puchar ligi | Puchar ligi | Kontynentalne | Kontynentalne | Inne  | Inne | Razem | Razem |
| Klub                   | Sezon             | Liga              | Mecze | Gole | Mecze        | Gole         | Mecze       | Gole        | Mecze         | Gole          | Mecze | Gole | Mecze | Gole  |
| ---------------------- | ----------------- | ----------------- | ----- | ---- | ------------ | ------------ | ----------- | ----------- | ------------- | ------------- | ----- | ---- | ----- | ----- |
| Neftçi PFK             | 2017/2018         | Premyer Liqa      | 25    | 0    | 5            | 0            | —           | —           | —             | —             | —     | —    | 30    | 0     |
| Neftçi PFK             | 2018/2019         | Premyer Liqa      | 23    | 3    | 1            | 0            | —           | —           | 2             | 0             | —     | —    | 26    | 3     |
| Neftçi PFK             | 2019/2020         | Premyer Liqa      | 16    | 4    | 2            | 0            | —           | —           | 6             | 0             | —     | —    | 24    | 4     |
| Neftçi PFK             | 2020/2021         | Premyer Liqa      | 21    | 2    | 2            | 0            | —           | —           | 2             | 1             | —     | —    | 23    | 2     |
| Neftçi PFK             | Ogółem            | Ogółem            | 85    | 9    | 10           | 0            | 0           | 0           | 8             | 1             | 0     | 0    | 103   | 10    |
| Wisła Płock            | 2021/2022         | Ekstraklasa       | 16    | 2    | 1            | 0            | —           | —           | —             | —             | —     | —    | 17    | 2     |
| Wisła Płock            | 2022/2023         | Ekstraklasa       | 9     | 1    | 2            | 0            | —           | —           | —             | —             | —     | —    | 11    | 1     |
| Wisła Płock            | Ogółem            | Ogółem            | 25    | 3    | 3            | 0            | 0           | 0           | 0             | 0             | 0     | 0    | 28    | 3     |
| Daejeon Hana Citizen   | 2023              | K League 1        | 33    | 1    | 1            | 0            | —           | —           | —             | —             | —     | —    | 34    | 1     |
| Daejeon Hana Citizen   | 2024              | K League 1        | 26    | 2    | 1            | 0            | —           | —           | —             | —             | —     | —    | 27    | 2     |
| Daejeon Hana Citizen   | 2025              | K League 1        | 15    | 0    | 1            | 0            | —           | —           | —             | —             | —     | —    | 16    | 0     |
| Daejeon Hana Citizen   | Ogółem            | Ogółem            | 74    | 3    | 3            | 0            | 0           | 0           | 0             | 0             | 0     | 0    | 77    | 3     |
| Daejeon Hana Citizen B | 2024              | K4 League         | 1     | 0    | —            | —            | —           | —           | —             | —             | —     | —    | 1     | 0     |
| Ogółem w karierze      | Ogółem w karierze | Ogółem w karierze | 185   | 15   | 16           | 0            | 0           | 0           | 8             | 1             | 0     | 0    | 209   | 16    |

### Reprezentacyjne
Aktualne na dzień 15 lipca 2025
| Reprezentacja | Rok    | Mecze | Gole |
| ------------- | ------ | ----- | ---- |
| Azerbejdżan   | 2019   | 7     | 0    |
| Azerbejdżan   | 2020   | 6     | 0    |
| Azerbejdżan   | 2021   | 11    | 0    |
| Azerbejdżan   | 2022   | 3     | 0    |
| Azerbejdżan   | 2023   | 9     | 1    |
| Azerbejdżan   | 2024   | 4     | 0    |
| Ogółem        | Ogółem | 40    | 1    |

## Sukcesy
Neftçi PFK
- mistrzostwo Azerbejdżanu: 2020/21